# Crotalaria jubae
Crotalaria jubae är en ärtväxtart som beskrevs av Roger Marcus Polhill. Crotalaria jubae ingår i släktet sunnhampor, och familjen ärtväxter. Inga underarter finns listade i Catalogue of Life.